# أسبست السيربنتين
هو أحد أفضل أنواع الأسبست ويوجد في كندا وهي مادة خيطية ذات متانة مائية منخفضة تتكون من سيليكات ماغنزيوم حاوية على ماء كريستالي وتعطي خيوط قابلة للعزل ناعمة ومرنة ويتميز بمتانته الحرارية العالية ولكن أكبر مساؤه هي قابليته الكبيرة لامتصاص الماء ويستخدم في العزل الكهربائي الحراري.